# Hans-Georg Dornhege

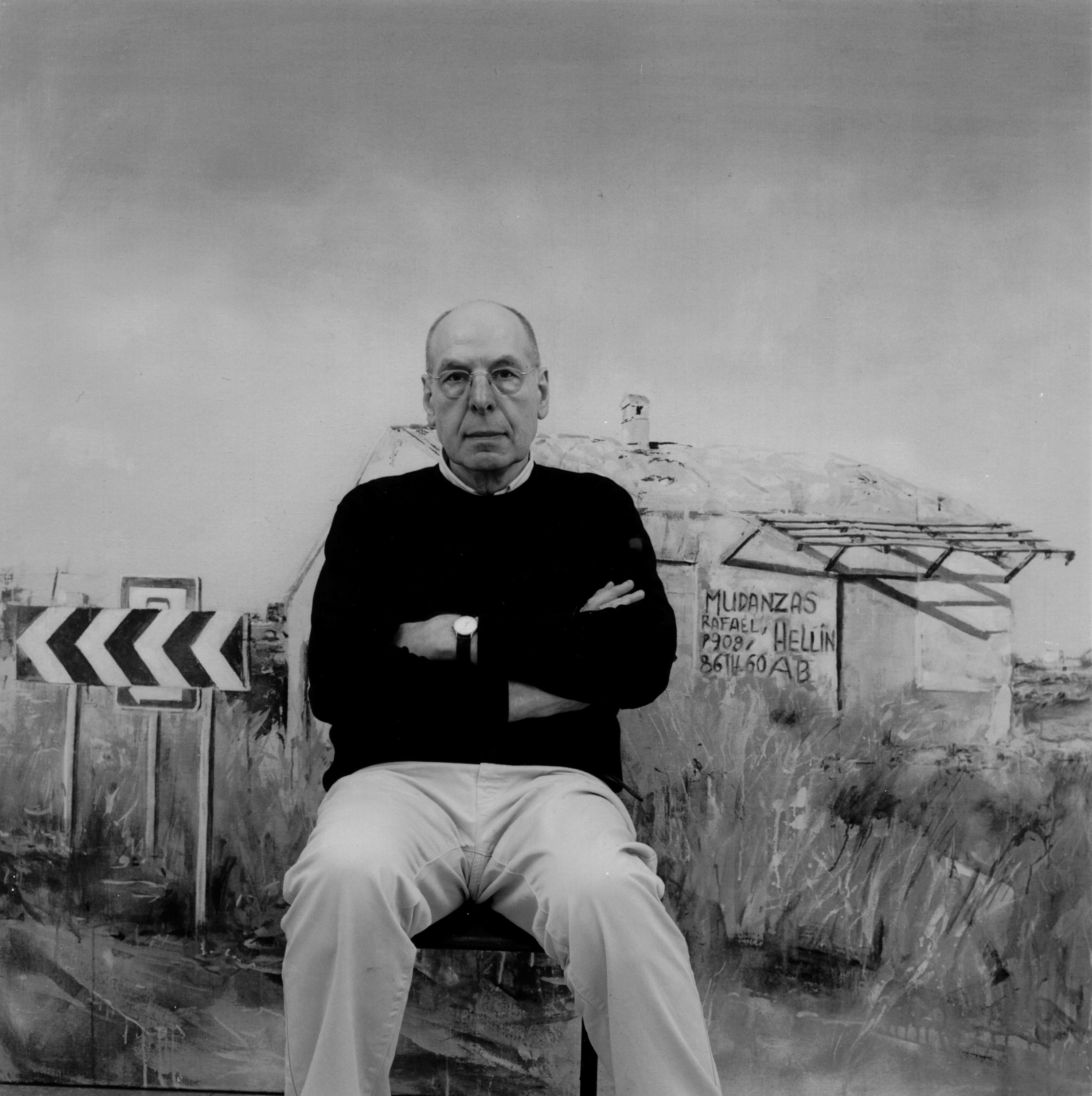
Hans-Georg Dornhege

Hans-Georg Dornhege (* 1938 in Münster) ist ein deutscher Künstler. Dornhege lebt und arbeitet in Münster, Berlin und Artà auf Mallorca.

## Astronautenbilder
Noch während des Studiums an der Berliner Staatlichen Hochschule für Bildende Künste wurde Hans-Georg Dornhege Mitglied der Ausstellungsgemeinschaft „Großgörschen 35“, in der sich junge Künstler zusammengefunden hatten, denen die bis dahin vorherrschende Richtung der informellen Kunst mit ihren Materialeffekten und ihrer wilden Gestik suspekt geworden war. Künstler, die ihre Vorbilder eher in der Pop Art englischer oder amerikanischer Provenienz suchten und die eine gegenständliche und an gesellschaftlichen Fragestellungen interessierte Malerei schufen. Hans-Georg Dornhege, 1965 noch Meisterschüler Fred Thielers, wurde seit seinen ersten Ausstellungen als bedeutender Vertreter des viel beachteten „Neuen Realismus“ gezählt. 1967 schrieb die Kunstkritikerin Camilla Blechen über eine Ausstellung der „Neuen Realisten“ in Berlin, an der unter anderem Wolfgang Petrick, Peter Sorge, Gerhard Richter, Konrad Lueg oder Fritz Köthe beteiligt waren: „Der stärksten malerischen Begabung begegnet man in dem 28jährigen Hans-Georg Dornhege… Sein auch formal souverän beherrschtes Thema ist die Raumfahrt. Astronauten sitzen auf Abschussrampen im irdischen Niemandsland und warten… Dornheges Bilder berichten im Kammerton von der ungeheuerlichen Selbstverständlichkeit, mit der Menschen zum Versuchsobjekt gemacht werden.“
Hans-Georg Dornhege geht in seinen Astronautenbildern von veröffentlichten Fotos aus dem Training der späteren Raumfahrer aus; er stellt seine modernen Helden als anonyme Gestalten dar inmitten einer technisch sterilen und unwirtlichen, mit dunklen Leimfarben gemalten Umgebung. Die Kreideschraffuren, mit denen er ihre Umrisse mehr andeutet als festhält, verleiht den Gestalten etwas Unwirkliches: Festgeschnallt in ihren Apparaturen oder sich vor tastend in ungreifbare Wirklichkeiten verharren sie in einer Pose des Weder-noch, sie erscheinen als „Larven und Anhängsel einer überlegenen Technik“. Nicht das Faszinierende der fortschrittlichsten Technik oder der Wagemut ihrer Protagonisten steht für Dornhege im Vordergrund, sondern die existenzielle Grunderfahrung einer nicht mehr selbst bestimmten und kontrollierbaren Situation – die Astronauten werden dabei zu einem modernen Archetypen unserer technischen Zivilisation in all’ ihrer Ambiguität.

## Die amerikanischen Landschaften
Die Unwirtlichkeit der Bildräume seiner „Astronautenbilder“ steigert Dornhege in seinen Landschaftsbildern, von denen der Kritiker Heinz Ohff schon anlässlich der ersten Einzelausstellung des Malers 1965 in der Großgörschen-Galerie berichtet: „Im Lebensumkreis realisierbarer Utopien hat sich auch das Bild der Realität verwandelt. Es ist herber, realistischer geworden und breitet dafür neue Weiten aus, die wir sehen müssen, um sie zu begreifen. Nicht mit dem Wanderstab wird die Landschaft hier erobert und begriffen, sondern wie wir sie heute erwandern, gleichsam durch die Windschutzscheibe. (Es sieht alles ein bisschen aus wie Arizona).“ Nach Reisen in die USA malt Hans-Georg Dornhege seine seltsam unwirklichen, nicht eindeutig zu lokalisierenden „Amerikanischen Landschaften“. Ausgangspunkt sind Fotoaufnahmen, aus dem fahrenden Wagen heraus geschossen. Landschaften einer urbanen Peripherie, eine Chemieanlage an einer Ausfallstraße, Industriebezirke am Stadtrand, nicht eindeutig in der Stadt, nicht eindeutig draußen. Masten, Stromkabel, Schornsteine, Lagerhallen, Öltanks – menschenleere Unorte, zu denen der graue Streifen des vorbeiziehenden Asphalts eine zusätzliche Sperre und Distanz ins Bild bringt. Nichts lädt ein zum Verweilen in diesen Überall-und-Nirgends-Landschaften, die von einem stumpf-giftigen Himmel, in Leimfarben- und Acryltechnik gemalt, fast erdrückt zu werden scheinen. Bilder eines Niemandslandes, als „Randzonenlandschaften“ wird der Künstler sie später bezeichnen, die von der Unbehaustheit des modernen Menschen künden, sie „verselbständigen sich zu realen Allegorien.“

## New York Protokoll / Manhattan
Mit den Bildern der Reihe „New York Protokolle“ ändert Hans-Georg Dornhege die Perspektive auf die Unwirtlichkeit unserer Zivilisation. Er richtet seinen Blick auf das Leben in der Stadt selbst, wiederum sind eigene bei Aufenthalten in New York aufgenommene Fotos sein Ausgangspunkt. Nicht mehr die menschenleere Peripherie ist das Thema, sondern heran gezoomte Ausschnitte aus einer lebensfeindlichen Urbanität: Verschlossene Eisentüren in Wellblech verkleideten Hinterhöfen, wie abwesend wirkende wartende Menschen, abblätternde Fassaden, vorbeifahrende Busse. Es sind Fragmente einer Verwahrlosung und Verelendung, die Dornhege ins Bild holt, dunkle Kontrapunkte zum Metropolenglamour und zur Lichterfülle des touristischen Bildes von New York. Die Acrylbilder der New-York-Serie sind kühl und distanziert gemalt, gleichwohl bleibt die malerische Handschrift des Künstlers sichtbar. Vor einige dieser fast fotorealistischen städtischen Innenansichten ist eine zweite Ebene in Form einer bemalten, transparenten Gaze gespannt, wodurch eine Tiefenwirkung erzeugt wird. Das Bild wird zum dreidimensionalen Objekt, es fordert den Betrachter zum genauen Hinsehen, zum Nähertreten und zur Bewegung vor dem Bild auf. Der Maler „schafft verfremdete, bühnenartige Räume, zeigt den Menschen in einer künstlichen Welt wie in einem Diorama … Dornhege, nach der Wahl seiner Motive und der damit verbundenen Ansicht befragt, sieht in einer Großstadt, wie er sie in New York erlebt hat, die Kulisse für ein ungemein dramatisches menschliches Geschehen, das sich aber in ähnlicher Form überall ereigne.“ Bei aller Distanziertheit, mit der Hans-Georg Dornhege seinen Blick auf das abseitige New York richtet, eignet seinen „realen Allegorien“ eine gewisse Melancholie und Vergänglichkeit, ein „traurige(r) Jahrmarkt der Endzeit“, wie Friedrich Rothe es charakterisiert, trifft die Atmosphäre dieser Bilderserie sehr genau.

## Mallorca-Bilder
Reisen nach Chile und auf die Insel Mallorca, wo der Künstler abseits der Touristenströme 1986 ein mittelalterliches Stadthaus in der Ortschaft Artà erwirbt und von nun an für regelmäßige Aufenthalte nutzt, finden alsbald Niederschlag in seiner Malerei. Großformatige Ölbilder mit ausgeprägt pastoser Malweise, Landschaften, in den die Pinselführung beinah informelle Qualität erhält, eine aufgehellte Palette und eine Ikonographie, die Künstler-Vorbilder wie Anselm Feuerbach, Arnold Böcklin, Hans von Marées und Lovis Corinth mehr anklingen lässt als zitiert, zeichnen diese Mallorca-Bilder der späten 1980er Jahre aus. Die Kohlezeichnung „Landschaft bei Arta Finca“ aus dem Jahr 1988 zeigt die Virtuosität des Zeichners, der die Landschaftsdarstellung mit ihren Felsformationen, Bäumen, Häusern und Weinberg bis an den Rand der Auflösung treibt. Eine Heftigkeit der zeichnenden Hand ist feststellbar, die auch den Maler in dieser Zeit charakterisiert. Lovis Corinth, den Fred Thieler, Dornheges Lehrer an der Berliner Hochschule, seit seiner Jugend bewunderte, scheint Pate zu stehen bei einer wie befreit auftrumpfenden Malerei und Zeichnung, die nur noch wenige Reminiszenzen an den „Neuen Realismus“ der früheren Bilder zulässt. Eine Intensive Beschäftigung mit kunstgeschichtlicher Tradition, mit Velázquez, Rembrandt, Géricault oder Delacroix, schließt sich in den kommenden Jahren an. Im neuen Jahrtausend bringt die Bilderserie „Himmel über San Jordi“ eine gewisse Synthese der unterkühlten „Randzonenlandschaften“ der 1970er Jahre und der späteren „heftigen“ Malerei. Die mit Acrylfarben auf Silber gemalten Werke zeigen ähnliche Peripherieansichten wie die „Amerikanischen Landschaften“. Auch sie sind zumeist menschenleer, wirken durch die angeschnittenen Asphaltzonen im Bildvordergrund wie aus einem fahrenden Auto heraus fotografiert. Parkhäuser, riesige Werbetafeln im Niemandsland, die Zivilisation scheint sich auf den Weg gemacht zu haben, die zuvor idyllische Natur in Beschlag zu nehmen. Doch die Bilder sind in der Farbgebung wie im malerischen Gestus freier, weniger bedrückend als die amerikanische Serie. In ihnen wird primär die Malerei selbst zum Thema, in kleinformatigen Skizzen vorgearbeitet, zeigen die San-Jordi-Bilder eine subtile Balance von freier Malerei und immer noch realistischem, fotografisch geschultem, aber doch milder gestimmten Blick.

## Zeichnungen vom Jakobsweg
Eine überraschende Entwicklung stellen die Zeichnungen über Frottagen vom Jakobsweg dar, die seit 2008 entstanden sind. Nicht mehr der flüchtige Blick des Autofahrers ist in diesen auf chinesischem Reispapier gezeichneten Reiseskizzen vom Pilgerweg nach Santiago de Compostela konstitutiv, sondern der Blick des Wanderers, welcher ja jahrhundertelang für die Landschafts- und Architekturzeichnung der Kunstgeschichte Voraussetzung gewesen ist. Die Ästhetik der zeichnerischen Serien „Buen Camino“, „El Camino Aragonés y sus Desvíos“ und „Camino del Norte“, die auf den Pilgerwanderungen direkt entstehen, die Hans-Georg Dornhege gemeinsam mit seiner Frau im Jahr 2008 und in den zwei folgenden Jahren unternimmt, ist den Bedingungen der Wanderschaft – vor allem der Minimierung von Gewicht und Volumen – geschuldet. Sie entstehen während der Pausen, auf der Rast oder abends nach der Tageswanderung. Die Faltungen des leichten und gleichzeitig reißfesten chinesischen Papiers dokumentieren noch das Zusammenlegen des Papiers zum Zweck des Transports im Rucksack. Durchreibungen, Frottagen, mit Graphit von Gullydeckeln, die auf der Wanderung dem Künstler in den Blick geraten, bilden den Ausgangspunkt einer künstlerischen Reisedokumentation, die dann mit Tuschezeichnungen von Fassaden, Architekturdetails, Altären aber auch Personen oder Straßenszenen auf das jeweilige Blatt übertragen werden. Hans-Georg Dornhege beschreibt selbst den Entstehungsprozess der Zeichnungen: „Es zeigte sich, dass die einzelnen grafischen Blätter als Serie zwar sehr verwandt miteinander waren, doch die bei den unterschiedlichen Situationen des Caminos auch unterschiedlich realisierten grafischen Spuren ließen bei den einzelnen Blättern im mehrschichtigen Miteinander von Zeichnungen und Frottagen immer wieder einen neuen innerbildlichen Dialog entstehen. Diese Bildresultate entsprachen auch durchaus meiner allgemeinen geistigen Verfasstheit auf dem Camino, wo oft verschiedenste, konträre Beobachtungen, Empfindungen und Gedanken auftauchen und denen nachgegangen wurde… Die Arbeit an den 17 Grafikblättern auf dem Camino bedeutete angesichts der allgemeinen Anforderungen des Caminos eine zusätzliche Belastung und zu meisternde Anstrengung. Es könnte sogar der Vorwurf erhoben werden, eine solche Tätigkeit sei eine Ablenkung vom Eigentlichen. Trotzdem bin ich überzeugt, dass diese Arbeit ein wichtiger Teil des Caminos war, dass die Intensivierung des Sehens und Tuns ‚Ein zu Sich Selbst Kommen war’, ein spirituell-kontemplativer Zustand, ein Geschenk, dies besonders in der Ruhe sakraler Räume.“
Hans-Georg Dornhege hat mit den Zeichnungen vom Jakobsweg eine neue, eher leise und kammermusikalische Perspektive auf das Thema der Landschaft gefunden, das ihn seit fast fünfzig Jahren nicht losgelassen hat. Ein neuer Fluchtpunkt, sehr persönlich, und genau darum umso nachhaltiger.

## Einzelausstellungen (Auswahl)
| Jahr    | Ausstellungsort | Titel der Ausstellung                                                      | |
| ------- | --- | -------------------------------------------------------------------------- | -------------------------------------------------------------------------------------------------- |
| 1964    | Galerie Großgörschen 35, Berlin | "ASTRONAUTEN UND AMERIKANISCHE LANDSCHAFTEN"                               | |
| 1979    | Galerie 360 Grad, Wuppertal | Galerie Stein, Köln "NEW YORK PROTOKOLL"                                   | |
| 1981/82 | Galerie W1-Enno Hungerland / Wuppertal, Städt. Galerie Schloss Oberhausen, Galerie am Savignyplatz / Berlin, Galerie Apex / Göttingen      | "NEW YORK-PROTOKOLL", "EEMSHAFEN HOLLAND"                                  | großformatige Bilder, Bildobjekte, Gouachen, Fotosiebdrucke                                        |
| 1982    | Kunsthalle Valdivia / Chile, Goethe-Institut – Santiago de Chile, Galerie Enno Hungerland / Wuppertal, Ruhrländischer Künstlerbund / Essen | "NEW YORK PROTOKOLL" + "CHILENISCHES TAGEBUCH"                             | großformatige Bilder                                                                               |
| 1984    | Städtische Galerie / Bad Oeynhausen, Art Cologne – Galerie am Savignyplatz                                                                 | "WESTFÄLISCHE LANDSCHAFTEN"                                                | |
| 1985    | Galerie am Savignyplatz / Berlin | "ÜBERFAHRTEN"                                                              | Paraphrasen zu Gemälden von Tizian, Veronese, Ter Borch, Fragonard, von Oer, Richter und Gericault |
| 1986    | Galerie S, Stadtsparkasse Münster | "DAS TREFFEN IN ANGELMODDE", "WESTFÄLISCHE LANDSCHAFTEN"                   | |
|         | Städtische Bühnen, Münster | "LOCUS AMOENUS – ARTA"                                                     | Strandbilder                                                                                       |
|         | Karstadt AG, Kaufhaus Münster | "WESTFÄLISCHE LANDSCHAFTEN"                                                | 30 Gouachen, ständige Präsentation                                                                 |
| 1991    | Sala d’Expositions Na Batlessa, Arta / Mallorca                                                                                            | "JARDINS D’ÁRTA"                                                           | artanische Landschaften                                                                            |
| 1995    | Galerie am Savignyplatz / Berlin | "CARMERSTRASSE + POTSDAMER PLATZ 1941 + 1945"                              | Bildobjekte                                                                                        |
| 1996    | Herz- und Diabeteszentrum NRW / Bad Oeynhausen                                                                                             | "CALA TORTA"                                                               | mediterrane Landschaften und Strandbilder                                                          |
|         | Infobox Potsdamer Platz / Berlin | "POTSDAMER PLATZ – 1945"                                                   | 4 Bildobjekte zur „Stunde Null“                                                                    |
| 1999    | Kunstverein Kaponier / Vechta | "KARDINAL AM MEER"                                                         | Terrakotten und großformatige Bilder                                                               |
| 2000    | Galerie König / Münster | "LANDSCHAFT"                                                               | gemeinsame Ausstellung mit Teresa Reyes-Lorca                                                      |
| 2002    | Bundesministerium für Ernährung, Landwirtschaft und Verbraucherschutz, Berlin                                                              | "DIE ANKUNFT DES GESANDTEN ADRIAEN PAUW MIT FRAU UND ENKELKIND IN MÜNSTER" | Paraphrase zum Gemälde von Ter Borch / Ankauf                                                      |
| 2003    | Galerie am Savignyplatz / Berlin | "AUS DER ETAPPE"                                                           | Paraphrasen zu Sammelbildchen über den Ersten Weltkrieg                                            |
| 2005/06 | Galerie am Savignyplatz / Berlin | "ANGESICHTS VON"                                                           | Zeichnungen angesichts von Bildern anderer Künstler                                                |
| 2007    | Galerie Michael Nolte / Münster | "HIMMEL ÜBER SAN JORDI"                                                    | Straßenbilder aus der Peripherie des Flughafens Palma de Mallorca                                  |
| 2008    | Galerie am Savignyplatz / Berlin | "HIMMEL ÜBER SAN JORDI"                                                    | Straßenbilder aus der Peripherie des Flughafens Palma de Mallorca                                  |
|         | Galerie Michael Nolte / Münster | "BUEN CAMINO"                                                              | Frottagen mit Überzeichnungen, entstanden auf dem Jakobsweg 2008                                   |
| 2009    | Galeria Vicente Gracia Joyas / Valencia | "BUEN CAMINO"                                                              | Frottagen mit Überzeichnungen, entstanden auf dem Jakobsweg 2008                                   |
| 2010    | Galerie Michael Nolte / Münster | "EL CAMINO ARAGONÉS Y SUS DESVÍOS"                                         | Frottagen mit Überzeichnungen, entstanden auf dem Jakobsweg 2009                                   |
| 2011    | Akademie Franz-Hitze-Haus, Münster | "BUEN CAMINO"                                                              | Frottagen mit Überzeichnungen, entstanden auf dem Jakobsweg 2008                                   |
| 2012    | ARDEX Informationszentrum / Witten | "FLUCHTPUNKTE"                                                             | Bilder und Grafiken 1965 – 2011                                                                    |
|         | Galerie Simon Nolte / Portocolom | "MALEREI UND FOTOGRAFIE"                                                   | gemeinsame Ausstellung mit Jürgen Klück                                                            |
| 2021    | Gallitzin-Haus / Münster | "Das Treffen in Angelmodde"                                                | Bilder und Grafiken 1958 – 2021                                                                    |

## Ausstellungsbeteiligungen (Auswahl)
| Jahr        | Ausstellungsort                                                                                      | Titel der Ausstellung                                                          |
| ----------- | --- | ------------------------------------------------------------------------------ |
| 1964 – 1970 | Galerie G 35, Berlin                                                                                 | Ausstellungsgen der Gruppe "Großgörschen 35"                                   |
| 1967        | Haus am Waldsee, Berlin                                                                              | "NEUER REALISMUS IN DEUTSCHLAND"                                               |
|             | Goethe-Institut, Sao Paulo                                                                           | "GRAVURA ALEMÀ DESDE 1945"                                                     |
| 1968        | Wilhelm-Lehmbruck-Museum, Duisburg                                                                   | "INDUSTRIE UND TECHNIK IN DER DEUTSCHEN MALEREI..."                            |
| 1969        | Westfälischer Kunstverein, Münster                                                                   | "KÜNSTLER AUS NRW", beteiligt mit Fotodrucken „NEW-YORK-PROTOKOLL“             |
| 1980 – 2009 | Verein zur Veranstaltung von Kunstausstellungen Kunstpalast, Düsseldorf                              | "GROSSE DÜSSELDORFER KUNSTAUSSTELLUNG", Beteiligung an den Jahresausstellungen |
| 1982        | Westfälisches Landesmuseum, Münster                                                                  | "KÜNSTLER AUS WESTFALEN"                                                       |
| 1983 – 2009 | Westdeutscher Künstlerbund                                                                           | Ausstellungsbeteiligungen                                                      |
| 1989        | Galerie Eva Poll, Berlin                                                                             | "GROSSGÖRSCHEN HAT GEBURTSTAG 1969 – 1989"                                     |
|             | Berlinische Galerie / Martin-Gropius-Bau, Berlin                                                     | "STATIONEN DER MODERNE" – "GROSSGÖRSCHEN 35"                                   |
| 1990        | Künstlersonderbund / Martin-Gropius-Bau, Berlin                                                      | "KUNSTSZENE BERLIN WEST 86-89, NEUERWERBUNGEN"                                 |
| 1991        | Kulturbahnhof, Düsseldorf                                                                            | "LANDSCHAFTEN"                                                                 |
| 1993        | Künstlersonderbund / Martin-Gropius-Bau, Berlin                                                      | "I. REALISMUSTRIENALE"                                                         |
| 1995        | Verein Berliner Künstler / Ehem. Staatl. Kunsthalle Berlin                                           | "POTSDAMER PLATZ"                                                              |
| 1996        | Künstlersonderbund / Martin-Gropius-Bau, Berlin                                                      | "DIE KRAFT DER BILDER"                                                         |
| 2009        | Westdeutscher Künstlerbund / Thyssen-Krupp, Duisburg                                                 | "NEUE LANDSCHAFTEN"                                                            |
|             | Westdeutscher Künstlerbund / Lithuanian Artists’ Association / Gallery "Meno parcas" Kaunas, Litauen | "KAUNAS IN ART: CONTEXTS"                                                      |
| 2010        | Künstlersonderbund in Deutschland / Uferhallen, Berlin                                               | "20 JAHRE KÜNSTLERSONDERBUND"                                                  |